# 가톨릭 뮌헨-프라이징 대교구
뮌헨-프라이징 대교구(독일어: Erzbistum München und Freising, 라틴어: Archidioecesis Monacensis et Frisingensis)는 독일 바이에른주에 있는 로마 가톨릭교회 대교구이다. 뮌헨과 프라이징을 모두 담당하고 있기 때문에 주교좌 성당도 두 곳이다. 한 곳은 뮌헨에 있는 프라우엔키르헤라고도 불리는 뮌헨 프라우엔 대성당이며, 나머지 한 곳은 프라이징 대성당이다.
739년경 성 보니파시오 주교에 의해 프라이징 교구가 세워졌으며, 나중에 주교공의 위치로까지 올라갔다. 1803년 신성 로마 제국이 붕괴되면서 해산되었지만, 1818년 4월 1일까지 명예 주교로나마 남아 있었다. 그러다가 교황 비오 7세에 의해 교구에서 대교구로 격상되었다.
역대 교구장 가운데 가장 유명한 인물은 요제프 라칭거 추기경으로서, 훗날 교황 베네딕토 16세가 되는 인물이다.